# Амстердамський антивоєнний конгрес (1932)
Амстердамський антивоєнний конгрес 1932 року — це міжнародний конгрес прогресивної громадськості світу, скликаний 27-29 вересня 1932 року в Амстердамі (Нідерланди).

## Історія
Його мета була створення єдиного фронту демократичних сил у боротьбі проти фашизму і загрози нової війни. На конгрес приїхали близько 2200 делегатів з 29 країн, у тому числі комуністи, соціал-демократи, безпартійні робітники, представники прогресивної інтелігенції. Уряд Нідерландів відмовив у в'їзній візі делегації з СРСР. Конгрес прийняв «Маніфест», який відображав волю всіх його учасників незважаючи на різницю в політичних переконаннях і відстоював справу миру. Конгрес створив Міжнародний комітет оборони проти загрози фашизму і нової світової війни, а також ухвалив ряд резолюцій, які засуджували білий терор, японську агресію проти Китаю та затавровано позицію правих соціал-демократичних лідерів, які виступали проти антивоєнного руху.